# 梅斯施泰滕
梅斯施泰滕（發音：[mɛsˈʃtɛtn] ⓘ）是德国巴登-符腾堡州蒂宾根行政区措伦阿尔布县的城市，面积76.8平方千米，2023年12月31日人口为11,086人。

## 友好城市
- 法國 拉唐河畔萨维涅
- 法國 吕讷